# Paul Ehinger
Paul Heinrich Ehinger (* 7. August 1939 in Malmö; heimatberechtigt in Sternenberg; † 3. November 2022) war ein Schweizer Historiker und Journalist.

## Leben und Wirken
Ehinger wurde als Mittelschüler Mitglied der Schülerverbindung Fides Rorschach. Er absolvierte das Lehrerseminar Rorschach, arbeitete drei Jahre lang als Lehrer und studierte ab 1963 Geschichte und Soziologie an der Universität Zürich. Während seines Studiums wurde er Mitglied der Studentenverbindung Zofingia Zürich. 1970 promovierte er bei Erwin Bucher mit einer Dissertation über den frühen Liberalismus im Kanton St. Gallen. Er arbeitete als Assistent am Forschungszentrum für schweizerische Politik (heute Institut für Politikwissenschaft) an der Universität Bern und als Adjunkt am Generalsekretariat der FDP Schweiz. Ab 1977 war er journalistisch tätig, zuerst beim Werdenberger & Obertoggenburger, dann bei der Berner Zeitung, der Basler Zeitung und der Schweizerischen Politischen Korrespondenz. Von 1988 bis 2003 war er Chefredaktor des Zofinger Tagblatts, auf ihn folgte Beat Kirchhofer. 1984 war Ehinger Initiant und Mitgründer der Schweizerischen Vereinigung für Studentengeschichte, deren Präsident er von 1986 bis 1994 war. Er war Schriftleiter der Studentica Helvetica. Er war Vorstandsmitglied der Aargauischen Vaterländischen Vereinigung, zu deren Auflösung er ein Buch publizierte.
Ehinger war verheiratet und hatte zwei Kinder.

## Schriften (Auswahl)
- Die Anfänge des liberalen Parteiwesens im Kanton St. Gallen. Ein Beitrag zur Geschichte und Soziologie des organisierten Liberalismus in seinem Frühstadium (bis 1870). Zürich 1970 (Dissertation, Universität Zürich, 1970; Titelblatt/Inhaltsverzeichnis).
- Internationaler Liberalismus. Selbstverlag, Hinterkappelen 1977.
- Die alte Schale nur ist fern. Geschichte des Philisteriums des Schweizerischen Zofingervereins/Zofingia. In: Zofinger Tagblatt. Zofingen 1994.
- Herrschaft durch Sprache: political correctness – auch in der Schweiz. Vereinigung Medien-Panoptikum/Schweizerische Vereinigung Pro Libertate, Burg/Bern 1996.
- 125 Jahre Zofinger Tagblatt. Die Geschichte einer Regionalzeitung. In: Zofinger Tagblatt. Zofingen 1997, ISBN 3-909262-17-1.
- Gibt es in der Schweiz noch einen Linksextremismus? Gesellschaft und Kirche Wohin? Bern 2000.
- 100 Jahre Corps Tatutatonia Zürich. Die 50 Jahre von 1957 bis 2007. Selbstverlag, Zofingen 2007 (Titelseite/Inhaltsverzeichnis).
- 40 Jahre Rotary-Club Zofingen 1967–2007. Rotary-Club, Zofingen 2008.
- Meinungsvielfalt – Meinungsmainstream? Gesellschaft und Kirche Wohin? Bern 2010.
- Die Zofingia Zofingen-Olten. Von der Gründung bis zur Auflösung. Zofingen/Gerlafingen 2011.
- Das schweizerische Corporationswesen 1930–1940. WJK Verlag Hilden 2018, ISBN 978-3-947388-07-3.
- mit Hans Wälty, Alex Kuhn: Zofingia Zürich 1819–2019. Die Geschichte der ältesten Studentenverbindung der Zürcher Hochschulen. Zürich/Zofingen 2020, ISBN 978-3-033-07760-7.
- Die Aargauische Vaterländische Vereinigung. Für die Freiheit – gegen den Kommunismus. Zofingen 2020, ISBN 978-3-033-07985-4.